# Адаевка
Адаевка (каз. Адай) — село в Камыстинском районе Костанайской области Казахстана. Административный центр и единственный населённый пункт Адаевского сельского округа. Находится на берегу озера Адайколь примерно в 25 км к юго-востоку от районного центра, села Камысты. Код КАТО — 394843100.

## Население
В 1999 году население села составляло 966 человек (468 мужчин и 498 женщин). По данным переписи 2009 года, в селе проживало 746 человек (372 мужчины и 374 женщины).